# 洪建全
洪建全（1913年—1987年），生於日治台灣台北州（今新北市中和區），企業家，為國際電化集團創辦人。

## 生平
洪建全的父親是一位煤礦工人。洪建全在中學畢業後開始入社會工作，最早在台北市萬華區街上租屋，販賣真空管與電子零件。
1945年，日本投降、第二次世界大戰結束，中華民國政府接收台灣。洪建全向原居在台北市榮町的日本人買下房屋，1946年11月8日於台北市衡陽路成立建隆行。建隆行主要從事電器批發與貿易，1949年開始與松下電器業務往來，從日本進口電器賣到台灣。
1953年3月，因應行政院四年經濟建設計畫，洪建全將建隆行改組為建隆電器廠，生產真空管收音機。1953年8月，建隆電器廠與松下電器簽署台灣總代理合約。
1953年10月，建隆電器廠以「國際牌」作為品牌名稱。1956年1月，建隆電器廠改組為國際通信機械公司，生產收音機。1962年10月，洪建全與松下電器合資成立台灣松下電器，台灣松下電器至今仍由洪氏家族擔任董事長一職。1963年，台灣松下電器開始生產16吋真空管電視機，成為台灣第一家製造電視機的廠商。
1964年7月，洪建全成立普騰電子（Proton Electronic Industrial Co., Ltd.）。
1962年10月，洪建全成立國際通信機器公司。1968年，國際通信機器改稱國際電化商品（National Electric Appliance Co., Ltd.），為台灣松下電器的代理商。
1971年11月1日，洪建全成立洪建全教育文化基金會，長期推動成人教育與藝文贊助。
1973年，洪建全成立國際特機公司，後改名國齊實業（National Technic Equipment Co., Ltd.）。2001年，國齊實業改組為國齊視聽系統。
1974年6月，洪建全成立建弘電子（Fu-li Electronic Industrial Co., Ltd.）。

## 家庭
洪建全與其妻洪游勉生有四子二女：洪敏隆、洪敏弘、洪敏昌、洪敏泰、洪慧珠、洪美惠。洪敏隆已故。洪敏弘為建弘證券創辦人，曾任台灣松下電機董事長、國際電化商品總經理。洪敏昌曾任普騰電子董事長、國齊實業董事長。

## 外部連結
- 洪建全教育文化基金會 （页面存档备份，存于）